# 亞歷山大·納多爾
亞歷山大·納多爾（英語：Alexander Naddour；1991年3月4日—）是一位美國體操運動員。他在2011年世界體操錦標賽上奪得銅牌。之後在2016年夏季奧林匹克運動會上獲得鞍馬銅牌。